# Salto (Cabo Verde)
Salto es una localidad caboverdiana del municipio de São Filipe.

## Geografía
La localidad está situada en la isla de Fogo.

## Organización territorial
La localidad abarca los lugares y barrios de:
- Branca
- Monte Carmo
- Salto